# 弘昌 (年號)
弘昌（402年三月—404年二月，或作宏昌）是十六國時期南涼政權，南涼景王秃发傉檀的年號，共計近2年。
《資治通鑑·卷一一三·晉紀三十五·安皇帝元兴三年》：“南涼王傉檀檀畏秦(后秦)乃強，乃去年號。”408年十一月复称凉王，改元嘉平。

## 纪年
| 弘昌 | 元年  | 二年  | 三年  |
| ---- | ----- | ----- | ----- |
| 公元 | 402年 | 403年 | 404年 |
| 干支 | 壬寅  | 癸卯  | 甲辰  |

## 参看
- 中国年号索引
- 同期存在的其他政权年号
  - 元兴（402年正月-404年十二月）：東晉皇帝晋安帝司马德宗的年号
  - 大亨（402年三月-十二月）：東晉皇帝晋安帝司马德宗的年号
  - 永始（403年十二月-404年五月）：桓玄年号
  - 天康（404年-405年二月）：桓谦年号
  - 弘始（399年九月-416年正月）：后秦政权姚兴年号
  - 光始（401年八月-406年）：后燕政权慕容熙年号
  - 建平（400年正月-405年十一月）：南燕政权慕容德年号
  - 太平（403年四月）：王始年号
  - 神鼎（401年二月-403年八月）：后凉政权吕隆年号
  - 庚子（400年十一月-404年）：西凉政权李暠年号
  - 永安（401年六月-412年十月）：北凉政权沮渠蒙逊年号
  - 天兴（398年十二月-404年十月）：北魏政权拓跋珪年号